# 月台
，是指軌道旁高出的台面。一般建筑在鐵路車站以方便乘客上下車。

## 名稱
月台，原意是「赏月的高台」。中国传统建筑中，大殿、正房前方连接台阶的向前方突出的平台称为“月台”。站在月台上，一般前无遮拦，适于赏月。古人登月台触景生情，心情舒畅，思绪万千，会引发出各种人生感悟，并留下众多诗词佳作，例如宋敏的“明从海上来，皎皎入我牖。何如登高台，对月把尊酒”，以及苏辙的“夜色何苍苍，月明久未上。不上倚城台，无奈东南嶂”。
在中國大陸，铁路、地铁、轻轨等车站的标识一般使用“站台”一词，不过“月台”一词仍有使用。臺灣、香港、澳门及新加坡則仍一律採用「月台」一詞。
日本直譯為乘降場（日语：／ jōkōjō），但通常依和製英語將英語的platform音譯為「 purattohōmu」，並簡稱為「 hōmu」。韓國原稱乘降場（韩语：／ seung-gangjang），近年來因受韩语固有詞（：／）替换的影响，而将站台称之为「 taneun got」。同时亦以英語直接音譯作「 peullaetpom」，也受到日語影響，簡稱為「 hom」。

## 命名方式
月台通常是用號碼去命名，如一號月台、二號月台，通常是照順序編號，也有以軌道編號作月台編號者；有些地方使用英文字母或開行駛方向、地點命名。
而島式月台的兩側，有用同一月台的A、B側命名，也有當作不同月台各別命名的。
也有同一月台的同一面，拆為兩個月台使用者。

## 附属設施
以下设施视乎各车站具体情况设置，并非各车站皆有：
- 全高式月台門或月台閘門（僅部分車門位置統一的系統設置）
- 路線圖
- 行車方向、列車資訊及站名顯示牌
- 長凳
- 時鐘
- 盲人輔助線[3]
- 播音系統
- 候車室
- 自動販賣機、販賣亭
- 廁所
- 月台棚頂（英语：Train shed）（地上車站有）

## 長度
月台的長度通常要比線上營運的客運列車長，否則會發生月台無法完全容納列車。

### 相關法規

#### 臺灣
根據臺灣《鐵路修建養護規則》，月台長度不得小於最大列車長度再加上十公尺之長度。
全世界最長的月台為印度胡布利之 Shri Siddharoodha SwamijI 站，全長1,505米。

## 高度

### 台灣鐵路公司
台灣鐵路公司月台原為760mm，於2011年將所有幹線車站之月台由增高至960mm（列車車廂內台階減少為一階），之後又陸續提高至1150mm（即月台高度與列車車廂地板高度一致）。

### 日本
日本JR線（原日本國鐵線）、在來線月台高度分別為760mm（客車用/有階）、920mm（客車與電車用）及1100mm（電車用/無階）。至於新幹線月台高度則為1250mm。

### 其他國家
採用「英國標準」之地區（包括英國、香港、日本的在来线），月台高度分為客車月台（760mm）、電車柴油列車共用月台（920mm）和電車專用月台（1100mm）。
朝鲜民主主义人民共和国直流电气化铁路的站台高度均为高站台（1250mm）。
德国铁路的站台高度分为低站台（300mm）、一般站台（500mm）和中站台（760mm）。
荷兰铁路的站台高度分为中站台（760mm）和高站台（1250mm）。
西班牙铁路站台高度分为低站台（300mm）、一般站台（500mm）、中站台（760mm）和高站台（1250mm）。
前苏联地区和芬兰铁路的站台高度分为超低站台（200mm）、一般站台（500mm）和高站台（1100mm），在非电气化或交流电气化铁路路段站台高度分为超低站台和一般站台。

### 中國大陆鐵路
在中国大陆，国铁系统中对站台高度分为低站台、一般站台和高站台，分别为高出相邻线路轨面300mm、500mm和1250mm。其中，深圳、广州、昆明等特等站和一等站的站台高度均为高站台（1250mm）、其他系统站台高度分为低站台（300mm）和一般站台（500mm）。而在中国大陆的高铁系统中，高铁站台则一律为高站台（1250mm）。

## 缝隙

### 新加坡
因不同型号的列车有不同的高度，新加坡地铁不同地铁线列车和月台缝隙长短不一，有些线路的月台有加装填充胶条以缩小列车和月台之间的缝隙。装有填充胶条的滨海市区线列车与月台之间的缝隙约36毫米；南北线和东西线地下站的缝隙约110毫米，1997年加装填充胶条后缩至75毫米。环线加装胶条的工程则将于2025年底前完成。
截至2024年3月，东北线、滨海市区线和汤申－东海岸线的所有列车都装有填充胶条；2026年底前所有南北线和东西线旧列车将由106列装有胶条的新列车取代。

## 相關月台類型
- 側式月台（岸壁式月台）
- 疊式月台
  - 側式疊式月台
  - 島式疊式月台
- 島式月台
- 分离式岛式站台
- 港灣式月台
- 混合式月台
  - 雙島式月台
  - 雙側式月台
  - 完全混合式月台
- 缺角式月台
- 西班牙式月台
- 三角月台

## 相關項目
- 城市軌道交通系統
- 月台棚頂（英语：Train shed）
- 月台有效長（日语：有効長）
- 鐵路車站
- 跨月台轉車站
- 轉乘站
- 月台伸縮踏板
- 月台閘門
- 全高式月台門
- 列車資訊顯示系統